# 남아메리카의 HIV/AIDS

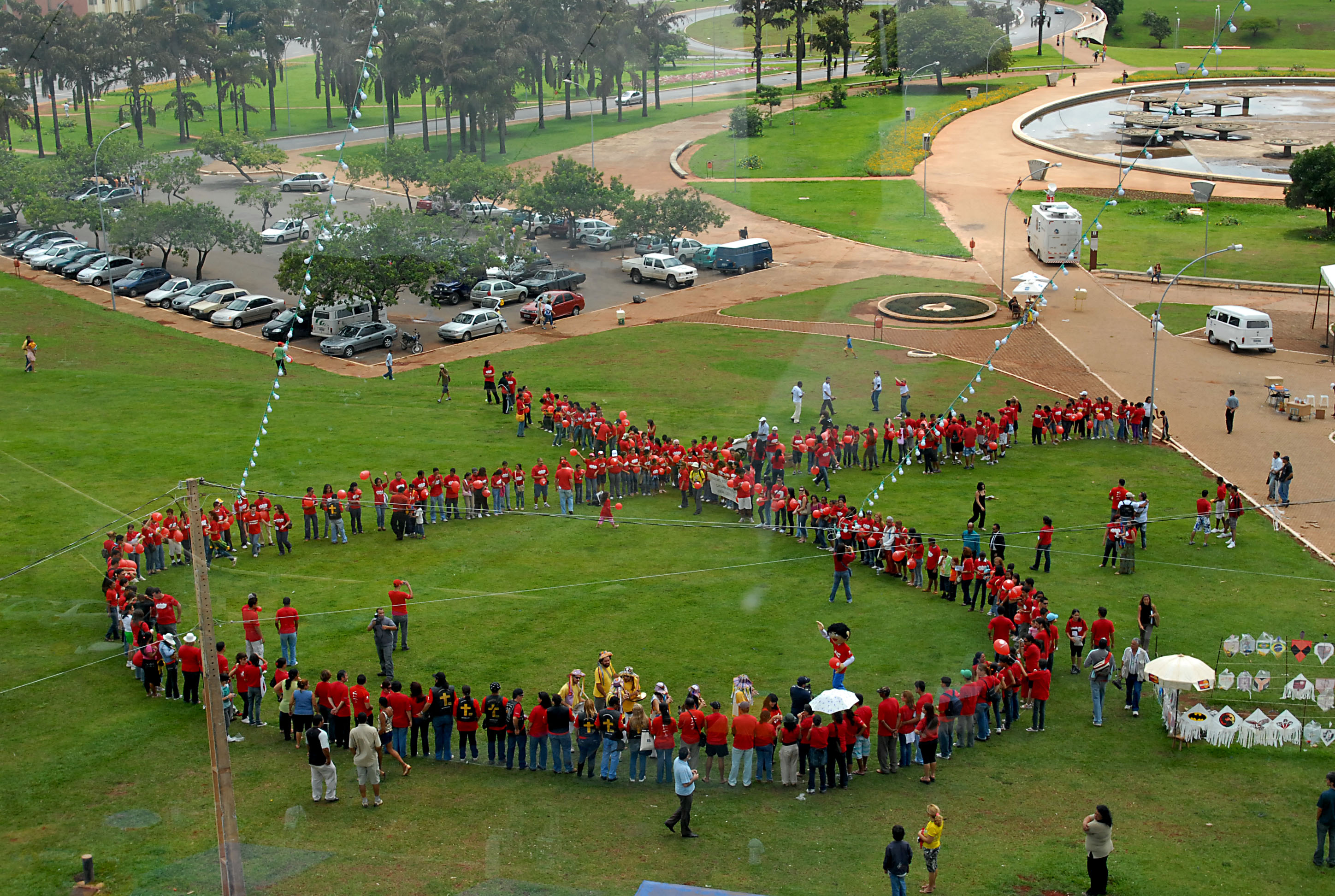
세계 에이즈의 날에 브라질리아에서 열린 행사

2007년을 기준으로 남아메리카에는 약 160만명의 후천면역결핍증후군 감염자가 있다. 남아메리카의 후천면역결핍증후군 유병률은 볼리비아의 0.2%와 트리니다드 토바고의 1.5%까지 다양하다.

## 아르헨티나
월드 팩트북에 따르면 2007년 아르헨티나의 후천면역결핍증후군 성인 유병률은 0.5%이다.

## 볼리비아
2007년 월드 팩트북에 따르면 볼리비아의 성인 유병률은 0.2%로 보고되었다.

## 브라질
2007년 월드 팩트북에 따르면 브라질의 성인 유병률은 0.6%로 보고되었다.

## 칠레
2007년 월드 팩트북에 따르면 칠레의 후천면역결핍증후군 성인 유병률은 0.3%로 집계되었다.

## 콜롬비아
2007년 월드 팩트북에 따르면 콜롬비아의 성인 유병률은 0.6%로 보고되었다.

## 에콰도르
2007년 월드 팩트북에 따르면 에콰도르의 성인 유병률은 0.3%로 집계되었다.

## 가이아나
2011년에 가이아나의 후천면역결핍증후군 성인 유병률은 1%로 집계되었다.

## 파라과이
2007년 월드 팩트북에 따르면 파라과이의 성인 유병률은 0.6%로 추산되었다.

## 페루
2007년 월드 팩트북에 따르면 페루의 성인 유병률은 0.5%로 보고되었다.

## 수리남
2011년 수리남의 후천면역결핍증후군 성인 유병률은 1%로 집계되었다.

## 우루과이
2007년 우루과이의 후천면역결핍증후군 성인 유병률은 0.6%로 추산되었다.

## 베네수엘라
2007년 베네수엘라의 후천면역결핍증후군 성인 유병률은 0.7%로 추산되었다.

## 같이 보기
- 아프리카의 HIV/AIDS
- 아시아의 HIV/AIDS
- 유럽의 HIV/AIDS
- 북아메리카의 HIV/AIDS